# Ausacker
Ausacker (dänisch: Oksager) ist eine Gemeinde im Kreis Schleswig-Flensburg in Schleswig-Holstein.

## Geografie

### Lage
Die Gemeinde Ausacker liegt westlich des Winderatter Sees in Angeln zwischen dem ländlichen Zentralort Sörup und der Stadt Flensburg etwa 15 km von diesem entfernt (Luftlinie).

### Ortsteile
Ausackerholz (dänisch Oksagerskov), Ausacker Westerholz (dänisch Oksager Vesterskov), Hammerstoft, Hüholz (dänisch Hyholt) und Dammende (dänisch Damende) liegen im Gemeindegebiet.

## Geschichte
Hünengräber und Funde von Siedlungsstätten belegen, dass das Gemeindegebiet bereits zur Jungsteinzeit und Bronzezeit besiedelt war.
Ausacker wurde 1441 als Uxerager (Viehdrift, wo Ochsen gehalten werden) erwähnt. Der Ort gehörte zur Husbyharde und zum Kirchspiel Husby.
Zum Ende des Zweiten Weltkrieges im Mai 1945 hielten sich Heinrich Himmler und sein Gefolge vorübergehend in Hüholz auf (Lage). Himmler war auf der sogenannten Rattenlinie Nord in den Raum um Flensburg gekommen, um sich an der letzten Reichsregierung in Flensburg-Mürwik zu beteiligen. Da man darauf in der Flensburger Regierung im Sonderbereich Mürwik nicht einging, flüchtete er weiter nach Süden ins niedersächsische Gebiet, wo er von britischen Soldaten gefangen genommen wurde und kurz darauf am 23. Mai 1945 in Lüneburg durch Suizid starb.
Die heutige Gemeinde entstand 1970 aus den vorher selbständigen Gemeinden Ausacker und Ausackerholz.

## Politik

### Gemeindevertretung
Bei der Kommunalwahl am 14. Mai 2023 wurden insgesamt neun Sitze vergeben. Diese fielen erneut alle an die Wählergemeinschaft Ausacker. Die Wahlbeteiligung betrug 61,6 %.

### Wappen
Blasonierung: „Durch einen silbernen Wellenbalken von Blau und Rot schräglinks geteilt. Oben ein frontal gestellter goldener Ochsenkopf, unten zwei geöffnete silberne Bucheckern.“
Durch den Ochsenkopf im Wappen der Gemeinde Ausacker wird der Ortsname andeutungsweise ins Bild gesetzt. Er soll die Vorstellung eines „Feldes, auf dem Ochsen weiden“, vermitteln. Der Wellenbalken symbolisiert die Kielstau, einen der beiden Quellflüsse der Treene, der durch das Gebiet der Gemeinde fließt. Die zwei stilisierten Bucheckern weisen auf Restbestände einstmals ausgedehnter Buchenwälder im Gemeindegebiet hin. Die Farbgebung des Wappens orientiert sich an der geographischen Lage der Gemeinde: Das blaue Feld mit goldener Figur weist auf deren Zugehörigkeit zum Kreis Schleswig-Flensburg hin, während das rote mit silbernen Figuren die frühere Eingliederung in die Husbyharde andeuten soll, deren angebliches Wahrzeichen in der Darstellung des inoffiziellen Wappens der Landschaft Angeln bei Schlothfeldt rot-silberne Tinktur aufweist.

## Sehenswürdigkeiten
Im Gemeindegebiet befinden sich einige wenige Überreste der Turmhügelburg Böge-Schloss.

## Persönlichkeiten
- Lars Hansen (1788–1876), Lehrer und Botaniker, lebte und starb in Ausacker
- Peter Jensen (1856–1941), Landwirt und Gemeindevorsteher
- Theodor Vierck (1910–1998), Pastor und Leiter der  Heimvolkshochschule auf dem Koppelsberg